# Regularissenklooster Jericho

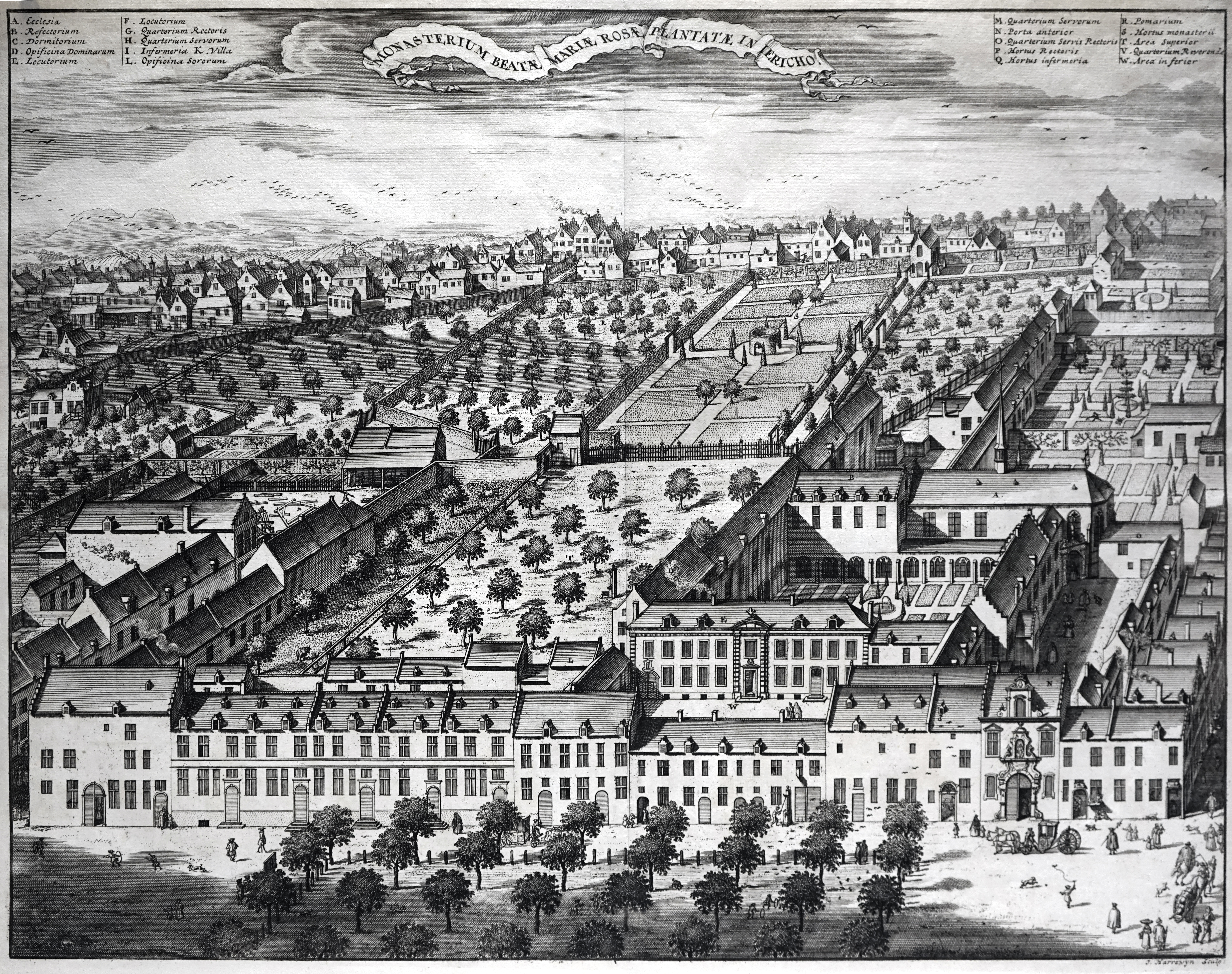
Onze Lieve Vrouw ter Rosen gheplant in Jericho.

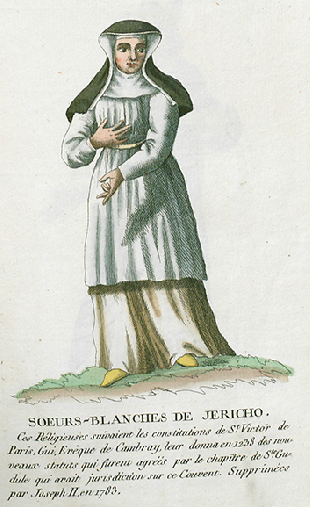
Nonnenkleding van de Witte Vrouwen

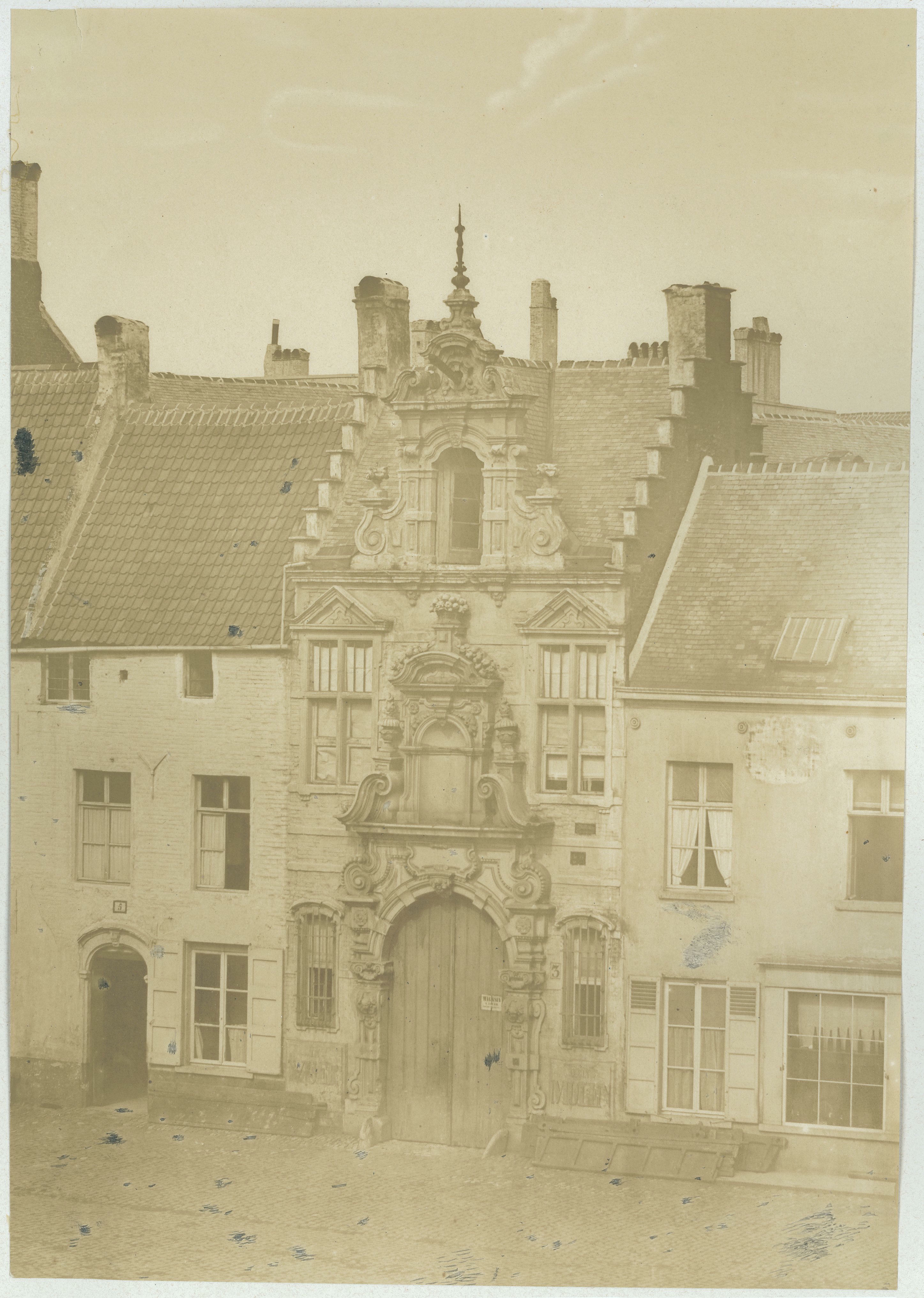
Foto van het poortgebouw aan de Oude Graanmarkt (1852)

Het Brusselse regularissenklooster Onze Lieve Vrouw ter Rosen gheplant in Jericho werd in 1456 gesticht (de akte dateert van 10 mei 1456) door de rechtstreekse tussenkomst van Filips de Goede, hertog van Bourgondië, en diens vrouw Isabella van Portugal.

## Geschiedenis
Het ontstond uit de samenvoeging van twee communiteiten: het Catharinaklooster van de Witte Zusters, gelegen buiten de Sint-Katelijnepoort, en het klooster van de reguliere kanunnikessen van Onze Lieve Vrouw ter Cluysen in Eigenbrakel, dat op 5 april 1456 door brand was verwoest. In feite doekte Isabella het klooster van de Witte Juffrouwen op. Ze waren in 1235 neergestreken in Brussel als penitentiezusters van Maria Magdalena en hadden, ondanks hun quasi-onmiddellijke aansluiting bij de victorijnen, blijkbaar de reputatie het niet nauw te nemen met de kuisheidsgelofte. Ze kregen de keuze tussen weggaan of toetreden tot de nieuwe gemeenschap. Priores Barbe van Mazenzeel ging met enkele zusters weg. Andere werden opgenomen in de nieuwe kloostergemeenschap Jericho. Omdat het goed begunstigd was en buiten de eerste stadsmuren lag, was het zeer uitgestrekt: 4,7 hectare in 1769. In 1490 was het klooster een spirituele associatie aangegaan met de congregatie van Windesheim. In 1783 werd het convent door keizer Jozef II opgeheven.
Uit Jericho zijn ruim vijfendertig handschriften bewaard gebleven. Dit is de grootste collectie uit een vrouwenklooster uit de Nederlanden na die van het regularissenklooster Sint-Agnes te Maaseik. De zusters van het convent hadden duidelijk een sterke voorkeur voor het schrijven van preken. Tussen 1460 en ca. 1700 noteerden ze honderden preken die ze in hun klooster hadden horen houden. Bijzonder is dat de namen van veel betrokken biechtvaders en kopiërende zusters worden vermeld. Uniek zijn ook de uitgebreide prologen op een drietal preekverzamelingen waarin de zusters gedetailleerd aangeven welk aandeel ieder van hen heeft gehad in het uitschrijven en redigeren van de preken.

## Voetnoten
1. ↑   Roel Jacobs, Een geschiedenis van Brussel, p. 64-65, ISBN 9020952692